# Гласовна промена
Гласовне промене или алтернације су низ промена гласова (губљење, појављивање, сажимање) које се дешавају у многим језицима. Резултат гласовних промена је појављивање другог гласа у речима на месту неког гласа који се логички очекује да се ту појави. На пример, множина именице ученик је ученици, а не ученики, јер долази до гласовне промене којом очекивани плозив  постаје африкат . У свим гласовним променама постоје изузеци, а оне могу бити изражене у писму (као у јужнословенским), али најчешће нису (као у источнословенским, западнословенским, али и другим језицима).

## Словенски језици
| Самогласничке (јужни) - непостојано А - непостојано Е - непостојано О - промена Л у О - превој самогласника - покретни самогласници - асимилација и дисимилација | Сугласничке (јужни) - губљење сугласника - палатализација - сибиларизација - јотовање (ијекавско јотовање) - једначење сугласника по звучности - једначење сугласника по месту творбе |

### Јужнословенски
У српском језику, од гласовних промена које се јављају у јужнословенским језицима у начелу не постоје непостојано Е и О, али су признати у кајкавским именима (Ткалец-Ткалца уместо Ткалец-Ткалеца). Остале су део књижевног и говорног језика, са изузетком ијекавског јотовања (ђевојка, међед), које, иако постоји у говору, није признато за део књижевног језика. Признато је, пак, у Правопису црногорскога језика издатом 10. јула 2009, а који код ове промене дозвољава дублете (и дјевојка и ђевојка).
Реч са великим бројем промена је номинатив множине речи подмладак. Додавањем за множину намењеног суфикса -и, добије се облик подмладаки. Затим следи прва алтернација, сибиларизација, којом се добија подмладаци. Непостојаним А долази се до подмладци. Гласови се једначе по звучности, дајући тако реч подмлатци. Како глас ц  већ садржи елемент гласа т , врши се губљење сугласника тц  → ц  и добија се коначна реч подмлаци.
Компаратив придева тесан додавањем за то намењеног суфикса -ји гласи тесанји. Простим јотовањем група нј постаје њ и даје облик тесањи. Непостојаним А долази се до тесњи, од чега се једначењем по месту творбе добија коначна реч тешњи.
Облици мога-твога и слични настали су сажимањем и асимилацијом. Основе за ово су мојега-твојега, где се ј ради лакшег изговора одбацило (моега-твоега). Дошло је до асимилације и облика моога-твоога, што се касније сажело у мога-твога. Супротна асимилацији је дисимилација, при којој се избегава нагомилавање истог самогласника средње висине (О и Е). Тако се каже пољем и Милошев (преглас, промена О у Е), али и спрејови и јежом. Множина домаћих речи је изузетак (кејеви, родови).
Палатализација је проста сугласничка промена (радник-радниче, враг-враже, дух-душе). Ако постоје дублети са и без завршног самогласника, тај вокал је покретан (сад-сада, кад-када). Превојем се смењују самогласници у облицима једне промењиве речи (тећи-ток-отицати). Промена Л у О описује историјску замену дошал-дошао (али у другим родовима дошла, дошло).
Исте промене постоје у хрватском и осталим српском језику блиско сродним језицима. У бугарском се једначење по звучности не записује (община за општина уместо изједначеног опщина). Не бележи се ни у словеначком (Radko за Ратко уместо Ratko). Стање као у српском је у македонском језику, док старословенски промене уопште не бележи (ни једначења, ни јотовање, ни друге).

### Источнословенски и западнословенски
Источнословенски и западнословенски језици, фонолошки гледано, садрже гласовне промене наведене у јужнословенским, али оне већином нису изражене у писму. На пример, реч блр. Стоўбцы нема фонетски гледано тежак изговор , већ изједначен , те тај град заправо и јесте Стовпци. С друге стране, као у српском, и у руском се каже они пеку, али ти печёшь. Алтернације, које се једноставно називају (фонетским) дешавањима или феноменима (нпр. рус.), исто као код јужнословенских могу бити самогласничке (вокализми) и сугласничке (консонантизми).
Сем историјских промена, које су се догодиле прасловенском језику, од кога су настали сви словенски језици, па и они западни — лужичкосрпски (горњи и доњи), пољски (са кашупским и словињским), словачки, чешки и изумрли полапски — све алтернације у западнословенским језицима идентичне су онима из јужних и, иако присутне у говору, не записују се. За разлику од њих, у источним језицима постоји неколико промена непостојећих у другим групама. Оне одликују дијалекте руског и белоруски језик.
Феномени обично иду у паровима. Један од њих је пар акање-окање (рус. аканье-оканье, блр. аканне-оканне). Прва особина одликује јужноруске и средњоруске дијалекте, као и цео белоруски језик, док друга одликује северноруске дијалекте. Тако се реч правопис, заправо грцизам ортографија, записано рус. орфография и блр. арфаграфія у оба језика изговара арфаграфија, док је у окањским северноруским дијалектима са изговором орфографија. Ова промена се види у белоруском запису.
Разлика екање-икање-јакање-јокање (рус. эканье-иканье-яканье-ёканье) настала је заменом гласа јат. У првом случају, речи семена-цветок изговарају се као што је и написано. У другом је са кратким И (готово затворени готово предњи нелабијализовани вокал) — симина-цвиток. У трећем случају је сјамјана—цвјаток, а у четвртом сјомјона-цвјоток. Екање и икање су књижевни изговори у руском. Екањски дијалекти су јужноруски, икањски средњоруски, а јокањски северноруски. У белоруском је књижевно јакање, што се види и у запису блр. семяна-цвяток.
Сличан икању је икавизам (укр. ікавізм) присутан у украјинском језику. Према њему је старо месяц-медь (месјац, мед) еволуирало у данашње місяць-мідь (мисјац, мид — месец, бакар/мед). У руском није дошло до вокализације Л, али је у белоруском и украјинском Л прешло у В. Тако се на руском вук каже неизмењено рус. волк , али на украјинском гласи укр. вовк , а белоруском блр. воўк . Ова промена, записана тзв. тамним ł, постоји и у пољском где се пољ. słowo изговара  (свово).
Обезвучавање последњег сугласника честа је појава у словенским језицима. Нема је у српском и украјинском, али је у другим језицима изражена. Тако се, на пример, Волгоград заправо изговара Валгаграт . У хрватском језику се појава може уочити у неформалном поздраву бок, што је, према једној од теорија, заправо скраћена верзија бог ти помогао. Поздрав је првобитно скраћен само на бог, а касније, према кајкавском наречју, обезвучен у бок. Слично томе је кајкавско врак наспрам књижевног враг.
Цокање (рус. цоканье) назив је за појаву да се речи типа рус.  уместо као чај изговарају као цјај, а на самом истоку Средње Русије као цај. Насупрот њему је чокање (рус. чоканье) у којем се речи типа рус.  уместо као улица изговарају као улича. И цокање и чокање су карактеристика различитих руских дијалеката, док књижевни изговор помирује ове две појаве — сваки глас, па и ц и ч, изговара се како је написан. Тако је књижевни изговор, као у српском, чај и улица. Процес цокања сличан је ономе који је у српском од придева ч(е)рн, чаран направио данашњи облик црн.
Цекање (рус. цеканье; блр. цеканне) појава је да се т изговара као ц. Записује се у белоруском у којем постоје цень-ціхі-цябе-несці-цяпер наместо руских тень-тихий-тебе-нести-теперь. Има га и у пољском у коме је нешто тихо заправо ћихо (пољ. cicho). Исто функционише и дзекање (рус. дзеканье; блр. дзеканне), према којем је српско хтела-ходати у белоруском хацела-хадзіць (хацјела-хадзиц), а пољском chciała-chodzić (хћала-хођић), наспрам руског хотела-ходить (хатјела-хадит). Африкатизација меких  и  није одступање од норме, а процењује се да се изговор  и  може чути код 70% говорника руског језика.